# Tetrastichus sapari
Tetrastichus sapari är en stekelart som beskrevs av Svetlana N. Myartseva 1989. Tetrastichus sapari ingår i släktet Tetrastichus och familjen finglanssteklar.
Artens utbredningsområde är Turkmenistan. Inga underarter finns listade i Catalogue of Life.